# Брак на невиђено
Брак на невиђено је српска телевизијска емисија која се приказује од 27. децембра 2018. године на каналу РТВ Пинк. Творац серије је Дарко Поповић, у сарадњи са члановима своје продукцијске куће Топ манифест. Водитељка емисије је Милица Кон.

## Формат
У емисији учествују соло жене и мушкарци, који се пријављују путем конкурса за брачне партнере, а психолошки тим према прихваћеним пријавама склапа идеалне партнере за брак на основу психолошких профила и њихових жеља.
„Наше досадашње искуство говори да људи нису спремни на компромисе. Ипак, сматрамо да је око 50 одсто венчаних у првом делу серијала сасвим пристојан успех. Наравно нећу открити да ли је наш први пар део те судбине. Нека гледаоци сачекају крај епизоде и сазнају шта се десило. Поред тога што је рад на оваквом пројекту напоран, морам признати да се веома забављамо и верујем да ћемо део те забаве пренети и на наше гледаоце који ће од овог четвртка моћи редовно да нас гледају на ТВ Пинк” — рекла је водитељка емисије Брак на невиђено, Милица Кон.
Разлог због ког је овај шоу програм толико занимљив, јесте тај што се парови које је психолошки тим означио као идеалне, први пут срећу тек пред матичаром, на сопственом венчању и имају само пет минута да одлуче да ли желе да склопе брак или не.
Уколико проради хемија, они бивају венчани и затим одмах одлазе на медени месец. Емисија Брак на невиђено покрива све трошкове венчања, укључујући венчаницу, одело, бурме, али и додатне награде као што је одлазак на медени месец са џепарцем. Након неколико недеља екипа ове емисије их посећује у њиховим домовима и сазнаје да ли је брак опстао или ипак не.